# Michael Stemmle
Michael J. Stemmle (né en 1967) est un écrivain, concepteur et réalisateur de jeux informatiques qui a co-créé certains des jeux d’aventure de LucasArts dans les années 1990 et au début des années 2000.
Il a rejoint LucasArts après avoir obtenu son diplôme de l'Université Stanford, où il a perfectionné ses compétences en comédie en écrivant des spectacles à la mi-temps pour le Stanford Band et des sketches pour la comédie musicale annuelle Big Game Gaieties . Après 14 ans chez LucasArts, il est parti à la suite de l’effondrement de Sam & Max Freelance Police en 2004 et, après une période de freelance, a rejoint Perpetual Entertainment, en tant que Story Story pour Star Trek Online. En février 2008, il a rejoint plusieurs anciens employés de LucasArts à Telltale Games. Il avait travaillé sur la première version de The Wolf Among Us avant sa refonte et sa contribution à Tales from the Borderlands avant de quitter Telltale Games en mai 2014.

## Ludographie
- 1990 : The Secret of Monkey Island (version 256 couleurs), concepteur
- 1992 : Indiana Jones and the Fate of Atlantis, scénariste, concepteur adjoint et programmeur
- 1993 : Sam & Max Hit the Road co-directeur, co-concepteur de Hit the Road
- 1996 : Afterlife directeur, designer
- 2000 : Escape from Monkey Island, co-directeur, co-designer
- 2002 : Star Wars Jedi Knight II: Jedi Outcast, scénariste
- 2004 : Sam and Max: Freelance Police (annulé), directeur, designer
- 2005 : Star Wars: Battlefront II, scénariste
- 2007 : Star Trek Online, scénariste
- 2008 : Strong Bad's Cool Game for Attractive People, concepteur, scénariste
- 2009 : Tales of Monkey Island , scénariste
- 2010 : Sam and Max: The Devil's Playhouse , scénariste
- 2011 : Retour vers le futur, le jeu, scénariste, concepteur
- 2013 : Poker Night 2, Scénariste, programmeur
- 2014 : The Wolf Among Us (première version avant la refonte graphique) concepteur, scénariste
- 2014 : Tales from the Borderlands, concepteur